# Assiminea pecos
Assiminea pecos là một loài ốc có mài nhỏ sống ở đầm ngập mặn là động vật thân mềm chân bụng, trong họ Assimineidae. Đây là loài đặc hữu của New Mexico, và Texas ở Hoa Kỳ và tới México.
Loài ốc sên này chỉ dài từ 1,5 đến 1,9 mm (lớn hơn đầu bút chì một chút), thuộc giống Assiminea, có thể phân biệt với các chi ốc khác bằng đôi mắt ngắn và mập. Assiminea pecos không sống hoàn toàn dưới nước, thích môi trường sống ẩm ướt trong bùn ướt hoặc bên dưới thảm thực vật, thường là trong phạm vi nước chảy vài cm (một chặng đường dài đối với một sinh vật nhỏ bé như vậy). Loài ốc này có khả năng đã tiến hóa từ một trong những loài ốc có phân bố rộng hơn trong kỷ Pleistocen ẩm ướt hơn, mát mẻ hơn khoảng 10.000 năm trước. Chúng có tuổi thọ ngắn, chỉ từ 9 đến 15 tháng, và sinh sản nhiều lần trong thời gian ngắn ngủi đó. Chúng ăn tảo, vi khuẩn và vật chất hữu cơ thối rữa.